# Pásovec devítipásý
Pásovec devítipásý (Dasypus novemcinctus Linnaeus, 1758) je druh savce z řádu chudozubých žijící zejména v Jižní Americe. Do tohoto řádu patří také lenochodi a mravenečníci. Ti ale mají skutečně jen několik zubů na rozdíl od pásovce, který může mít až přes sto zubů, což nemá ve světě savců obdoby. Patří mezi zvířecí přenašeče lepry.
Jeho prostředí jsou pouště a suché plošiny. 

## Popis
Tělo je kryté krunýřem z kostěných destiček pokrytých rohovinou. Krunýř se skládá z devíti pásů spojených navzájem měkkou kůží. Pásovec svůj krunýř používá k obraně, když hrozí nebezpečí svine se do klubíčka a je jím chráněn ze všech stran.
- Délka těla: 30–55 cm
- Délka ocasu: 25–40 cm
- Hmotnost: 3–8 kg

## Oblast rozšíření
Pásovec devítipásý se vyskytuje v širokém pásu lesů a stepí od Argentiny přes Střední Ameriku až do jižní části USA.

## Potrava
Při hledání potravy spoléhá na svůj dobrý čich. V létě je nejvíc aktivní po setmění, v zimě je aktivní pouze při nejteplejší části dne. Dokáže najednou sežrat až 40 000 mravenců. Někdy pozře i menšího savce či plaza. Oblíbenou pochoutkou pásovců jsou také zdechliny.

## Bydliště
Pásovec devítipásý velice dobře hrabe a užívá toho jak při lovu, tak při stavbě svého obydlí. Vyhrabává si hluboké nory, v nichž potom ve dne přespává.

## Rozmnožování
Pásovci devítipasí se páří během podzimu. Po březosti trvající asi 4 měsíce se samici narodí průměrně 4 mláďata.